# Aleksandra Braken
Aleksandra Braken (engl. Alexandra Bracken, Finiks, Arizona, 27. februar 1987) je američki autor čija su dela Njujork Tajms bestseleri. Njen prvi roman, Brightly Woven, je objavio EgmontUSA 2010. godine.

## Detinjstvo i mladost
Aleksandra Braken je odrasla u Skotsdejlu, Arizoni. Živela je u Njujorku dugi niz godina, i radila je izdavajući dečije knjige, prvo kao asistent uredništva, a zatim u marketingu, ali se nedavno preselila nazad u Arizonu. Posle šest godina, odlučila je da se posveti samo pisanju. Diplomirala je u Chaparral High School 2005. godine i pohađala The College of William and Mary u Vilijamsburgu i diplomirala je iz istorije i engleskog u maju 2009. godine.

## Karijera
Napisala je prvu neobjavljenu knjigu u prvoj godini fakulteta, a u drugoj godini fakulteta Brightly woven je napisala kao rodjendanski poklon za svoju prijateljicu, kada je imala devetnaest godina. U njihovom pregledu, Publishers Weekly su je nazvali autorkom na koju treba da se obrati pažnja. Njena prva knjiga bila je treća na GoodReads Choice Awards 2010. godine za najboljeg debi autora.
Dizni Hiperion je 2012. godine objavio Young Adult triler koji se dešava u bliskoj budućnosti, The Darkest Minds, prvu knjigu istoimenog serijala. Serijal se fokusira na Rubi Dali, 16-ogodisnjakinju sa posebnim sposobnostima koje tek počinje da razume. Pobegla je iz "rehabilitacionog logora’’, u kome je bila zatvorena, i udružuje se sa drugim beguncima da pronađu Slip Kid-a, vođu koji nudi utočište mladima u nevolji i koji poseduje tajnu za kontrolisanje sopstvene moći. Naslov prvog romana je prvenstveno bio Black is the Color, ali je promenjen u novembru 2011. godine.
Druga knjiga serijala, Never Fade, je objavljena u oktobru 2013. godine. Ova knjiga nastavlja da prati Rubi u njenoj borbi sa svojim sposobnostima I vladom koja pokušava da je kontroliše. Ona je, na početku romana, član Dečije lige, ali ih ubrzo napušta da bi saznala istinu o bolesti koja je ubila većinu dece Amerike. Rubi se bori sama sa sobom, rastrzana izmedju starih prijatelja i njene lojalnosti Ligi.
Poslednja knjiga triogije, In the Afterlight, je objavljena u oktobru 2014. godine. Rubi i deca koja su preživela napad na Los Andjeles od strane vlade su krenuli ka severu. Putujući skrivali su veoma opasnog zatvorenika, nepredvidivog Klenci Greja. Rubina misija sada je da oslobodi što više dece koja su još uvek u ‘’rehabilitacionim logorima’’ sirom SAD.
Twentieth Century Fox su uzeli prava za snimanje filmova po uzoru na ovu trilogiju. Datum izlaska filma u SAD je 14. septembar 2018. godine.
Saopšteno je 13. novembra 2014. godine da je Braken izabrana kao autor knjige Star Wars Episode IV A New Hope: The Princess, the Scoundrel, and the Farmboy, novelizacije IV episode Zvezdanih ratova. Knjiga je objavljena 22. septembra 2015. godine.
Njena nova knjiga Passenger je objavljena u januaru 2016. godine. Ova priča prati Etu Spencer, virtuoz za violinu, koja u jednoj razornoj noći gubi sve što zna i voli. Završila je u nepoznatom svetu sa strancem. Zbog njenog legendarnog nasleđa proputovala je, ne samo milje, već i godine, od svog doma. Ova prica takođe prati Nikolasa Kartera koji je zadovoljan svojim životom na moru, oslobođen od porodice koju pokušava da izbegne. Ali, dolaskom neobičnog putnika na svom brodu, shvata da ne može da pobegne od prošlosti i familije koja ga ne pušta tako lako. Eta i Nikolas su zajedno krenuli u pustolovinu preko kontinenata i vekova, povezivajući tragove. Ali, kako su sve bliži istini, javlja se opasnost da se razdvoje od njihovog puta kući i jedni od drugih.
Nastavak Passenger-a, Wayfarer, je objavljen u januaru 2017. godine. Ova knjiga nastavlja prčcu o Eti i Nikolasu. Nakon što je moćan objekat, koji je bio jedina nada da spasi svoju majku, ukraden, Eta je opet nasukana i odsečena od Nikolasa, onog koga voli. Ona nasrće u srce Trnja, grupe odmetnika koji su ukrali astro-sečivo od nje. Ona se zaklela da će ga uništiti jednom za svagda. Nikolas, još uvek razoren zbog njenog nestanka, je angažovao pomoć da pronađe Etu i astro-sečivo. Dok putuju menjaju vremenski okvir i otkrivaju drevnu moć koja preti da u potpunosti iskoreni čitavu vremensku liniju.

## Knjige
- Brightly Woven (23.mart 2010.)

##### The Darkest Minds serijal
- The Darkest Minds (18. decembar 2012.)
- Never Fade (15. okrobar 2013.)
- In The Afterlight (28. oktobar 2014.)
- Though The Dark (6. oktobar 2015.)

##### Zvezdani ratovi
- Episode IV A New Hope: The Princess, the Scoundrel, and the Farmboy (22. septembar 2015.)

##### Passenger serijal
- Passenger (5. januar 2016.)
- Wayfarer (3. januar 2017.)